# Cerdia virescens
Cerdia virescens  es la única especie del género monotípico Cerdia,  perteneciente a la familia de las cariofiláceas. Es  originaria de México.

## Taxonomía
Cerdia virescens fue descrita por Moc. & Sessé ex DC.  y publicado en Prodromus Systematis Naturalis Regni Vegetabilis 3: 377. 1828.
Sinonimia
- Cerdia congestiflora Hemsl.
- Cerdia glauca Hemsl.
- Cerdia purpurascens Moç. & Sessé ex DC.	[3]